# Camaroptera chloronota
Camaroptera chloronota е вид птица от семейство Cisticolidae.

## Разпространение
Видът е разпространен в Бенин, Камерун, Централноафриканската република, Демократична република Конго, Република Конго, Кот д'Ивоар, Екваториална Гвинея, Габон, Гамбия, Гана, Гвинея, Кения, Либерия, Мали, Нигерия, Руанда, Сенегал, Сиера Леоне, Южен Судан, Судан, Танзания, Того и Уганда.